# 三个泉站
三个泉站位于新疆维吾尔自治区吐鲁番市三个泉村，是兰新铁路的一座火车站，等级为五等站，距兰州站1769公里，距乌鲁木齐站123公里，本站及相邻上下行区间均为未电气化区段。本站不办理客货运业务。邮政编码为838001。